# Henry Moseley
Henry Gwyn Jeffreys Moseley, född 23 november 1887 i Weymouth i Dorset, stupad i första världskriget 10 augusti 1915 på Gallipolihalvön, var en brittisk fysiker.

## Biografi
Moseley bedrev sina universitetsstudier i Oxford, där han 1910 tog examen. Efter två års lektorat vid Universitetet i Manchester återvände han till Oxford och arbetade hos John Sealy Townsend. Moseley utförde först några arbeten inom radioaktivitetsläran, undersökte bl. a. ß-strålarnas laddningsförhållanden, men över gick sedan till röntgenstrålarnas gebit. Epokgörande blev hans bestämningar av våglängderna hos de karakteristiska röntgenstrålar, som utsänds från olika grundämnen. Därvid använde han den av W. H. och W. L. Bragg konstruerade röntgenstrålspektrografen, men med fotografisk upptagning. Moseley fann, att våglängderna för korresponderande linjer stod i bestämd relation till respektive ämnens atomnummer enligt den s. k. Moseleys lag {\displaystyle {\sqrt {\nu }}=c(N-a)}, där ν = svängningstalet, a och c är konstanter och N atomnumret. 
Moseleys arbeten, som lade grunden till en helt ny uppfattning om grundämnenas uppbyggnad och inbördes förhållande, är publicerade i Philosophical magazine 1913-1914. Hans upptäckter gav stöd åt Rutherfords atommodell som formulerats 1911 av Ernest Rutherford samt för Bohrs atommodell från 1913. Moseley visade att det fanns luckor i atomnummerserien vid numren 43, 61, 72, och 75. De båda första mellanrummen är nu kända för att vara platserna för de radioaktiva syntetiska grundämnena teknetium och prometium. De båda övriga mellanrummen tillhör de ganska ovanliga naturligt förekommande stabila grundämnena hafnium (upptäckt 1923) och rhenium (upptäckt 1925). Inget av dessa fyra grundämnen var kända under Moseleys livstid, inte ens deras existens.
Vid första världskrigets utbrott lämnade Moseley sitt forskningsarbete vid Oxfords universitet för att ta värvning i brittiska arméns ingenjörtrupper. I samband med Slaget vid Gallipoli dödades han av ett skott från en prickskytt som träffade honom i huvudet.